# 未来运动
未来运动（تيار المستقبل）為黎巴嫩现最大在野党，2007年8月9日由萨阿德·哈里里等成立于贝鲁特，秉承被暗杀的黎巴嫩前总理拉菲克·哈里里的遗志，属于世俗自由派政党。
未来运动的主要支持者是温和逊尼派穆斯林，它同德鲁兹派的社会进步党，以及马龙教派的黎巴嫩长枪党和黎巴嫩力量组成三月十四日联盟，与真主党和自由爱国运动组成的3月8日联盟对抗。

## 未來青年
未來運動的青年組織未來青年是國際自由青年聯合會(IFLRY) 的成員。